# آلکسیوس سوم
آلکسیوس سوم یا آلکسیوس سوم آنجلوس(به یونانی: Αλέξιος Γ' Άγγελος)(به انگلیسی: Alexios III Angelos) (درگذشتهٔ ۱۲۱۱) امپراتور روم شرقی (بیزانس) از ۱۱۹۵ تا برکناریش در ۱۲۰۳ بود.

## رسیدن به امپراتوری و حکومت
آلکسیوس دومین پسر آندرونیکوس آنجلوس و نوهٔ آلکسیوس یکم بود. او در ۱۱۹۵ از سوی سپاهیانش امپراتور نامیده شد، پس برادرش ایزاک دوم، امپراتور وقت بیزانس را در استاگیرا در مقدونیه دستگیر کرده پس از کور کردنش او را همراه با پسرش آلکسیوس (بعدتر آلکسیوس چهارم) زندانی نمود.
آلکسیوس در آوریل ۱۱۹۵ با عنوان آلکسیوس سوم تاجگذاری کرد. اما او فرمانروایی ضعیف و درعین حال حریص بود که کودتایش نتایجی فاجعه‌بار برای امپراتوری بیزانس داشت. ناتوانی آلکسیوس در کمک به دامادش استفان پروونچانی، پادشاه صربستان در مقابله با برادرش ووکان سبب شد تا او در عوض از بلغارها یاری بخواهد که این موضوع لطمه‌ای شدید به اعتبار بیزانس در بالکان وارد ساخت.

## چهارمین جنگ صلیبی و برکناری از قدرت
در ۱۲۰۱ آلکسیوس چهارم موفق به فرار از زندان آلکسیوس سوم شد و به خواهر و شوهر خواهرش فیلیپ در آلمان پیوست. در آنجا او با دادن وعدهٔ تقبل هزینه‌ها، تدارکات و سرباز برای فتح مصر، تأمین نیازهای ۵۰۰ شوالیهٔ حاضر در سرزمین مقدس و فرمانبرداری کلیسای بیزانس از کلیسای کاتولیک روم توانست فیلیپ، بونیفیس مونتفرات، فرماندهٔ صلیبیون و متحدان ونیزیشان را مجاب نماید تا با کشاندن چهارمین جنگ صلیبی به قسطنطنیه بار دیگر او و پدرش را به قدرت بازگردانند.
نقشهٔ آلکسیوس نتیجه‌بخش بود و آن دو به دنبال چهارمین جنگ صلیبی در ۱۲۰۳ بار دیگر به قدرت بازگشتند. آلکسیوس با عنوان آلکسیوس چهارم تاجگذاری کرد و به امپراتوری مشترک با پدرش رسید.

## فرار، تبعید و مرگ
آلکسیوس سوم که از پایتخت گریخته بود همراه با گنجینه‌هایی که تا حد توانش همراهش برداشته بود به تراکیه رفت. او بعدتر تلاش نمود تا تاج و تخت امپراتوریش را بازپس گیرد اما در نهایت شکست خورد و در یونان سرگردان شد. آلکسیوس سپس خود را تسلیم بونیفیس موتفرات نمود که در آن زمان بخش عظیمی از بالکان را در اختیار خود داشت. بونیفیس او را تحت حمایت خود گرفت و او مصونیت داد اما آلکسیوس آنجا را ترک کرده و از میخائیل یکم، حاکم اپیروس تقاضای پناهجویی نمود.
او سرانجام به آسیای صغیر، جایی که دامادش تئودور لاسکاریس، امپراتور نیکائه‌آ خود درگیر جنگ قدرت با لاتین‌ها بود رفت. در آنجا آلکسیوس با همراهی سلطانِ ایکونیوم (کونیای امروزی در ترکیه) مدعی تاج و تخت تئودور شد با مقاومت او روبرو گردید. پس ارتشی را فراهم آورد و علیه تئودور وارد جنگ شد اما در ۱۲۱۱ از و شکت خورد و زندانی گردید. تئودور سپس او را به صومعه‌ای در نیکائه‌آ فرستاد و آلکسیوس در همانجا در همان سال درگذشت.